# امیریس
امیریس (انگلیسی: Amyris) شرکت برق آمریکایی است، که در سال ۲۰۰۳ تأسیس شد.